# Maria Pak K’ŭn-agi
Maria Pak K’ŭn-agi (ko. 박 마리아) (ur. 1786 w Korei, zm. 3 września 1839 w Seulu) – męczennica, święta Kościoła katolickiego.
Maria Pak K’ŭn-agi pochodziła z zamożnej rodziny. Przyczyny jej nawrócenia nie są dokładnie znane, ale prawdopodobnie miał tu znaczenie przykład jej młodszej siostry Łucji Pak Hŭi-sun. W czasie prześladowań zostały one aresztowane 15 kwietnia 1839 r. Ścięta 3 września 1839 r. razem z 5 innymi katolikami (Barbarą Kwŏn Hŭi, Janem Pak Hu-jae, Barbarą Yi Chŏng-hŭi, Marią Yi Yŏn-hŭi i Agnieszką Kim Hyo-ju).
Dzień jej wspomnienia przypada 20 września (w grupie 103 męczenników koreańskich).
Beatyfikowana 5 lipca 1925 r. przez Piusa XI, kanonizowana 6 maja 1984 r. przez Jana Pawła II w grupie 103 męczenników koreańskich.